# Le Nez-Boussole d'Ulfänt Banderõz
Le Nez-Boussole d'Ulfänt Banderõz (titre original : The Guiding Nose of Ulfänt Banderōz) est un roman court de fantasy écrit par Dan Simmons, paru en 2009 dans l'anthologie Chansons de la Terre mourante en hommage au cycle de la Terre mourante de Jack Vance puis traduit en français et publié aux éditions Robert Laffont dans la collection Ailleurs et Demain en 2022.

## Résumé
Shrue le diaboliste, un des plus puissant mages de la Terre Mourante, apprend le décès de plus grand de ses congénères, Ulfänt Banderõz. Il choisit alors de se rendre dans sa demeure, qui abrite la légendaire Bibliothèque Ultime et Compendium Final du Savoir Thaumaturgique Immémorial du Grand Motholam. Les dizaines de milliers d'énormes livres anciens constituent de loin la plus grande compilation de connaissances magiques de la planète. Il se fait accompagner de KirdriK, un étrange hybride de forces – mi-sandestin mutant du Quatorzième Éon et mi-daihak à part entière de l’ordre d'Undra-Hadra –, et de Dame Derwe Coreme, jadis de la Maison de Domber, mais désormais Maîtresse de Guerre des Myrmazones de Cil. Ils rencontreront de nombreuses créatures étranges et vivront plusieurs aventures bizarres avant la fin de leur quête.

## Accueil critique
Pour Célinedanaë, sur le site web Au pays des cave trolls, « la plume de Dan Simmons tout en fluidité et efficacité a réussi à faire son effet et à rendre l’histoire claire ». Et pour le site Fantasy à la carte, « Dan Simmons questionne aussi la société sur ses inégalités maintenues par la caste des puissants par égoïsme, arrivisme et soif de pouvoir ».

## Éditions
- The Guiding Nose of Ulfänt Banderōz dans l'anthologie Songs of the Dying Earth, Subterranean Press (en), 31 juillet 2009, 670 p.  (ISBN 978-1-59606-213-9)
- Le Nez-Boussole d'Ulfänt Banderõz, Robert Laffont, coll. « Ailleurs et Demain », 22 septembre 2022, trad. Sébastien Guillot, 192 p.  (ISBN 978-2-221-25891-0)
- Le Nez-Boussole d'Ulfänt Banderõz, Pocket, coll. « Science-fiction » no 7358, 18 avril 2024, trad. Sébastien Guillot, 128 p.  (ISBN 978-2-266-33634-5)